# Фитензе
Фитензе (њем. Vitense) општина је у њемачкој савезној држави Мекленбург-Западна Померанија. Једно је од 91 општинског средишта округа Нордвестмекленбург. Према процјени из 2010. у општини је живјело 334 становника. Посједује регионалну шифру (AGS) 13058104.

## Географски и демографски подаци
Фитензе се налази у савезној држави Мекленбург-Западна Померанија у округу Нордвестмекленбург. Општина се налази на надморској висини од 29 метара. Површина општине износи 13,2 km². У самом мјесту је, према процјени из 2010. године, живјело 334 становника. Просјечна густина становништва износи 25 становника/km².